# Daniela Kwiatkowska
Daniela Henryka Kwiatkowska (ur. 2 lipca 1933 w Będzinie) – polska nauczycielka i polityk, posłanka na Sejm PRL VIII i IX kadencji.

## Życiorys
We wrześniu 1951 została nauczycielką w Szkole Podstawowej nr 4 im. Stanisława Staszica w Będzinie, była w niej później zastępcą dyrektora. W 1978 w Wyższej Szkole Pedagogicznej w Katowicach uzyskała wykształcenie wyższe pedagogiczne i tytuł zawodowy magistra historii.
W 1951 przystąpiła do Związku Nauczycielstwa Polskiego. Działała także w Związku Harcerstwa Polskiego i w Związku Młodzieży Polskiej. W 1953 wstąpiła do Polskiej Zjednoczonej Partii Robotniczej, w której była I sekretarzem POP, członkiem plenum Komitetu Powiatowego i Komitetu Miejskiego, członkiem egzekutywy KP w Będzinie oraz członkiem plenum Komitetu Wojewódzkiego w Katowicach. Przez trzy kadencje zasiadała w Wojewódzkiej Radzie Narodowej w Katowicach. Od 11 lutego 1981 pełniła mandat posłanki na Sejm PRL VIII kadencji w okręgu Sosnowiec, zasiadając w Komisji Oświaty i Wychowania, Komisji Kultury oraz w Komisji Oświaty, Wychowania, Nauki i Postępu Technicznego. W 1985 uzyskała reelekcję i w Sejmie IX kadencji zasiadała w Komisji Edukacji Narodowej i Młodzieży oraz w Komisji Nadzwyczajnej do rozpatrzenia projektów ustaw zmieniających przepisy dotyczące rad narodowych i samorządu terytorialnego.

## Odznaczenia
- Krzyż Oficerski Order Odrodzenia Polski
- Krzyż Kawalerski Order Odrodzenia Polski
- Złoty Krzyż Zasługi
- Srebrny Krzyż Zasługi
- Medal Komisji Edukacji Narodowej
- Medal 30-lecia Polski Ludowej
- Medal 40-lecia Polski Ludowej